# Axel Lyström
Axel Israel Lyström, född 11 januari 1873 i Lidköping, död 8 april 1945 i Oscars församling, Stockholm, var en svensk militär.
Lyström blev underlöjtnant vid Västgöta regemente 1893 och vid Första Göta artilleriregemente 1894, löjtnant vid generalstaben 1903, major 1913, överstelöjtnant vid Svea artilleriregemente 1917, överste vid generalstaben 1919, chef för Bodens artilleriregemente 1922 och för Svea artilleriregemente 1926, brigadchef vid Södra arméfördelningen 1928, generalmajor 1930 och chef för Norra arméfördelningen 1933. Lyström var lärare vid Krigshögskolan 1909–1911, chef för Artilleriskjutskolan 1924 och 1925 samt ledamot av ett flertal militära kommittéer, bland annat av artillerikommittén 1908–1909 och krigsmaterialkommittén 1915–1922. Han utgav tillsammans med Hugo Wikner Försvar och anfall (1908).